# مک‌میلان (دهانه)
مک‌میلان یک دهانه برخوردی در ماه‌ است.